# Ferran Sanxis de Castre
Ferran Sanxis de Castre (1240 - Pomar, Aragó 1275) fou un noble catalanoaragonès, fill (il·legítim) de Jaume I i Blanca d'Antillón i primer baró de Castre (1250-1275).

## Orígens familiars
Fruit de la relació il·legítima entre Jaume el Conqueridor i Blanca d'Antillón, el rei va crear per a ell la baronia de Castre el 1250. Els seus successors durien aquest títol.

## Biografia
Ferran Sanxis va participar en la frustrada Croada de Jaume I a Terra Santa el 1269, sent dels pocs que va arribar a Sant Joan d'Acre, amb el seu germà consanguini Pere I Ferrandis d'Híxar, també fill natural del rei, i Galceran de Pinós i altres cavallers catalans i aragonesos, després que una tempesta dispersés l'estol. L'arribada dels reforços cristians va ser resposta pel soldà Bàybars I amb un atac sobre Acre que va causar moltes baixes en els croats. El rei va haver de renunciar a aquesta nova empresa, que va continuar el príncep Eduard d'Anglaterra.
El 1274, mentre l'Infant Pere estava al Regne de Navarra per casar-se amb Joana I de Navarra, alguns nobles catalans, entre els quals es trobaven Ramon Folc V de Cardona, Jofre III de Rocabertí i el seu fill Dalmau, Arnau Roger I de Pallars Sobirà i Hug V d'Empúries, recolzats per la noblesa aragonesa (Artal de Luna, Ferriz de Liçana, Pere Cornell, Ximèn III d'Urrea) es revoltaran amb intenció d'obtenir diners, terres i privilegis. Al capdavant dels nobles es trobava Ferran Sanxis de Castre, fill de la relació del rei amb Blanca d'Antillón, que volia enemistar l'hereu amb el rei.
Jaume I va fer comprometre l'infant a tornar els castells a Ferran, però, alhora, es preparà per a la guerra entrant a l'Aragó, i atacà el castell d'Antillón, on vivia la mare de Ferran, qui s'hi va dirigir per alçar el setge, però fou derrotat i fugí, el juny de 1275, al castell de Pomar (Pomar de Cinca), on va anar l'infant dispost a prendre'l a l'assalt. Veient-se perdut, Ferran va fugir disfressat de pastor mentre els seus homes s'enfrontaren als de Pere, però fou atrapat quan intentava travessar el riu Cinca i Pere manà que hi fos ofegat.

## Matrimoni i descendents
Es va casar amb Aldolça Ximénez d'Urrea, filla d'en Ximèn d'Urrea. Fills:
- Elionor Sanxis.
- Felip I Ferrandis de Castre.